# 中国人民解放军空军武汉基地
中国人民解放军空军武汉基地，位于湖北省武汉市，隶属中国人民解放军中部战区空军。

## 沿革
1985年10月，将中国人民解放军武汉军区空军机关改编组建为中国人民解放军空军武汉指挥所，正军级，隶属军委空军；同月，撤销中国人民解放军武汉军区空军番号。1993年空军编制调整，1994年武汉指挥所缩编为中国人民解放军空军武汉基地，降为副军级。2003年，空军武汉基地改编为中国人民解放军武汉指挥所，仍为副军级。在2016年深化国防和军队改革前，空军武汉指挥所隶属于中国人民解放军广州军区空军。
2017年4月18日，中共中央总书记、国家主席、中央军委主席习近平在北京八一大楼接见新调整组建的84个军级单位主官，并对各单位发布训令；中共中央政治局委员、中央军委副主席许其亮宣读习近平主席签发的中央军委关于调整组建军兵种部队和省军区系统军级单位的命令、决定。在这次军级单位调整组建中，新组建中国人民解放军空军武汉基地，副军级，隶属中国人民解放军中部战区空军。

## 历任领导

### 空军武汉指挥所
| 司令员 - 李惠礼（1985年9月—1990年6月） - 张景芬（1990年6月—1992年10月） | 政治委员 - 汪家钺（1985年9月—1990年6月） - 张士奎（1990年6月—1992年10月） |

### 空军武汉基地
| 司令员 - 傅鸿群（1994年6月—1997年12月） - 刘忠兴（1997年12月—1999年6月） - 刘新江（1999年6月—2001年1月） - 曹鹏（2001年1月—2003年7月） - 乙晓光（2003年7月—2003年10月） | 政治委员 - 任清廉（1994年6月—1997年12月） - 姚卿义（1997年12月—2000年12月） - 王祥富（2000年12月—2002年5月） - 高建一（2002年5月—2003年12月） |

### 空军武汉指挥所
| 司令员 - 郑群良 空军少将（2003年12月—2008年2月） - 杨卫东 空军少将（2008年—2010年） - 杨志斌 空军大校（2010年—2011年） - 刘春明 空军少将（2011年—2017年） | 政治委员 - 高建一 空军少将（2003年12月—2006年1月） - 方声坤 空军少将（2006年3月—2007年2月） - 周卫平 空军少将（2007年—2011年） - 张建敏 空军少将（2011年—2011年12月） - 康子中 空军少将（2011年12月—2013年） - 刘青松 空军少将（2013年—2015年） - 曲德华 空军少将（2015年—2017年） |

### 空军武汉基地
| 司令员 - [[]] 空军少将（2017年4月—） | 政治委员 - [[]] 空军少将（2017年4月—） |